# 2013年10月香港
- 10月15日：商務及經濟發展局局長蘇錦樑召開記者會，公佈香港新免費電視牌照的申請結果，在3個申請中批准奇妙電視及香港電視娛樂的申請，惟在申請的4年期間投入了最多資金（9.26億港元[1]）、聘請了800多名藝員及員工[2]、制作了大量電視劇集[2]（部份已在網上播放）、已動工興建電視中心[3]、最受民意支持[4][5][6]、由王維基出任主席的香港電視則不獲批免費電視牌[7]，有學者[8]及議員[9]質疑是次決定明顯出於政治考慮。然而另有學者相信決定與政治無關，因獲發新免費電視牌的兩間公司均有長期經營收費電視經驗[10]，而且資金相對雄厚[11]，香港電視並沒有其他有營運收入支持，因此遇上可能虧蝕時只能以裁員減少虧損，經營能力令人懷疑[12]。今次獲發牌照的兩間機構本身並未開始製作任何節目[13]，now電視機構高層2009年時承認[13]未準備好進軍免費電視市場，只是隨波逐流跟隨首先申請牌照的香港電視加入競投而已；奇妙電視則計劃將提供24小時播放的中英頻道各一條，粵語頻道的七成黃金時間，會播放本地製作的節目，包括新聞、娛樂、體育及電影[13]；落敗的香港電視則非常落力，已製作了數百小時節目[13]，卻不獲發牌。政府亦不願交代這個決定的原因，令部分市民大眾感到憤怒[14]、毫不合理[14]及莫名其妙[14]。
- 10月16日：因應政府拒絕發牌，香港電視決定將320名非合約員工裁走[15]，港視剩下員工百餘人。
- 10月17日：來港取景的荷李活巨片變形金剛4首天開工，於北角遇上「黑底兄弟」勒索10萬元，有人當着警員面前抬起一部舊冷氣機撞跌名導演米高·比爾，又打傷三名警員，兩兄弟被制服拘捕，其間一名起哄叫囂的男子證實涉及早前一宗傷人案而被通緝，同被捕帶署。[16]
- 10月18日：
  - 將軍澳彩明苑彩貴閣對開空地打架案。
  - 2011年9月創刊的爽報宣佈因長期虧損而停刊，成為香港9份免費報章中首份停刊，54名員工大部份內部調職至蘋果日報，集團將整合資源辦好蘋果日報。[17]
- 10月20日：12萬人上街遊行，抗議政府拒絕發出免費電視牌照予香港電視，亦不滿政府黑箱作業拒絕交代原因，港視員工總會亦估計下午有8萬人在政府總部參加集會。[18]

- 10月30日：凌晨2時許，28歲羅姓男子駕駛紅色車身三菱LANCER Evolution IX跑車（俗稱露筍跑車）載同在車壇有「美女車手」之譽的同齡女子黎頌一，在新娘潭路遊車河，駛至近牛坳對開一個S形彎位失控，左邊車身鏟上右邊行人路壆並撞樹，再衝下1米下坡停下，兩人死亡[21][22]。